# Orodaliscus rotundangulus
Orodaliscus rotundangulus är en skalbaggsart som beskrevs av Edmund Reitter 1900. Orodaliscus rotundangulus ingår i släktet Orodaliscus och familjen Aphodiidae. Inga underarter finns listade i Catalogue of Life.